# 1667 год в науке
В 1667 году произошли различные научные и технологические события, некоторые из которых представлены ниже.

## События
- 15 июня — французский врач Жан-Батист Дени произвёл первое задокументированное и успешное переливание крови человеку.
- 24 июня — основана Парижская обсерватория, старейшая из ныне действующих обсерваторий (строительство здания закончено в 1671 году). Проходящий через неё меридиан (Парижский меридиан) до Международной меридианной конференции 1884 года был принят во Франции в качестве базы отсчёта долгот. Кольбер пригласил для работы в обсерватории двух выдающихся астрономов XVII века — Христиана Гюйгенса и Жана Доминика Кассини, которые дали своё согласие.
- Английский естествоиспытатель Роберт Гук продемонстрировал, что преобразование крови в лёгких существенно важно для дыхания.

## Публикации
- Немецкий физик Иоганн Иоахим Бехер опубликовал трактат «Physical Education», послуживший впоследствии идейной основой для разработки теории флогистона[1].
- Шотландский математик Джеймс Грегори в трактате «Vera Circuli et Hyperbolae Quadratura» сделал первую попытку доказать трансцендентность числа {\displaystyle \pi } (строгое доказательство было дано в 1882 году Линдеманом), а также продвинулся в направлении создания математического анализа и теории рядов[2]
- Английский врач Томас Уиллис опубликовал «Pathologicae cerebri, et nervosi generis», важную работу по патологии и нейрофизиологии мозга. В ней он разработал новую теорию причин эпилепсии и других судорожных заболеваний, а также способствовал развитию психиатрии.
- Посмертно опубликован трактат Уильяма Отреда «Opuscula mathematica hactenus inedita».

## Родились
См. также: Категория:Родившиеся в 1667 году
- 26 мая — Абрахам де Муавр (умер в 1754 году), английский математик французского происхождения.
- 27 июля — Иоганн Бернулли (умер в 1748 году), швейцарский математик, самый знаменитый представитель семейства Бернулли, один из первых разработчиков математического анализа, после смерти Ньютона — лидер европейских математиков.
- 5 сентября — Джироламо Саккери (умер в 1733 году), итальянский математик, создатель первого наброска неевклидовой геометрии.
- 9 декабря — Уильям Уистон (умер в 1752 году), английский математик и натурфилософ, преемник Ньютона в Тринити-колледже (1703 год). Изгнан из Кембриджа в 1710 году за антитринитаристские взгляды.

## Скончались
См. также: Категория:Умершие в 1667 году
- 10 апреля — Йоханнес Маркус Марци (род. в 1595 году), чешский физик и врач, ректор Пражского университета.
- 5 июня — Грегуар де Сен-Венсан (род. в 1584 году), фламандский математик.
- 24 октября — Годфруа Венделин (род. в 1580 году), фламандский астроном